# 와우테르 엔히키 다 시우바
와우테르 엔히키 다 시우바(포르투갈어: Walter Henrique da Silva, 1989년 7월 22일 ~ )는 브라질의 축구 선수로 포지션은 공격수이다.